# Steyr IWS 2000
Steyr IWS 2000 là loại súng bắn tỉa công phá có thiết kế bullpup của Áo, nó được chế tạo bởi Steyr Mannlicher. Trên thực tế nó có nòng trơn giống như các loại pháo trên các xe tăng hiện đại, điều này khiến nó không phải là một khẩu súng trường thực thụ nhưng lại giúp tăng tốc độ và tầm bay của đạn, nó bắn đạn xuyên giáp tách vỏ có cánh ổn định khi gần đến mục tiêu 15.2 x 169 mm và cũng là loại súng cầm tay đầu tiên bắn loại đạn này.
Biến thể đầu tiên của loại này là AMR 5075. Nó cũng là súng bắn tỉa công phá nhưng sử dụng loại đạn đạn xuyên giáp có đuôi định hướng có thể tách ra 14.5 mm. Các biến thể khác vẫn đang được phát triển.

## Thiết kế
IWS 2000 có cơ chế nạp đạn bằng độ giật (khi bắn nòng sẽ thu ngắn vào trong thân súng giống như pháo để hấp thu độ giật cũng như lên đạn) với chiều dài hệ thống là 247,65 mm nó giúp hấp thu độ giật rất cao mà loại đạn 15.2 mm tạo ra cùng với bộ phận chống giật ở đầu nòng súng hai hệ thống này giúp cho súng ổn định khi bắn. Có một số thông tin là loại súng này có thể bắn xuyên qua 2 lớp giáp của bất kỳ chiếc APC hiện đại nào trong phạm vi 1 km.
Khi bắn nòng súng sẽ thu vào 508 mm (tính luôn chiều dài của hệ thống nạp đạn) kích hoạt khóa nòng xoay mở ra đẩy vỏ đạn cũ ra ngoài, khi hệ thống đẩy nòng trở về vị trí ban đầu bolt sẽ đóng lại và xoay để khóa cố định viên đạn mới vào khoang chứa đạn để chuẩn bị cho phát bắn tiếp theo.
Toàn bộ thân súng được làm bằng nhựa cao phân tử rất nhẹ và chắc chắn giúp giảm trọng lượng của súng. IWS 2000 sử dụng hộp đạn rời 5 viên để nạp đạn.
IWS 2000 sử dụng hệ thống nhắm là ống nhắm 10X.